# Minská vysočina
Minská vysočina nebo také Minská vrchovina (bělorusky Мінскае ўзвышша, rusky Минская возвышенность) je vysočina, která se nachází ve střední část Běloruska. Je nejvyšší části Běloruska i Běloruské pahorkatiny (Беларуская града). Na území Minské vysočiny se nachází hlavní město Běloruska, Minsk. Do vysočiny méně či více zasahuje Barysaŭský, Valožynský, Vilejský, Dzjaržynský, Krupský, Lahojský, Maladzečanský, Minský, Smaljavický rajón v Minské oblasti.

Minská vysočina (zeleně) na geomorfologické mapě Běloruska

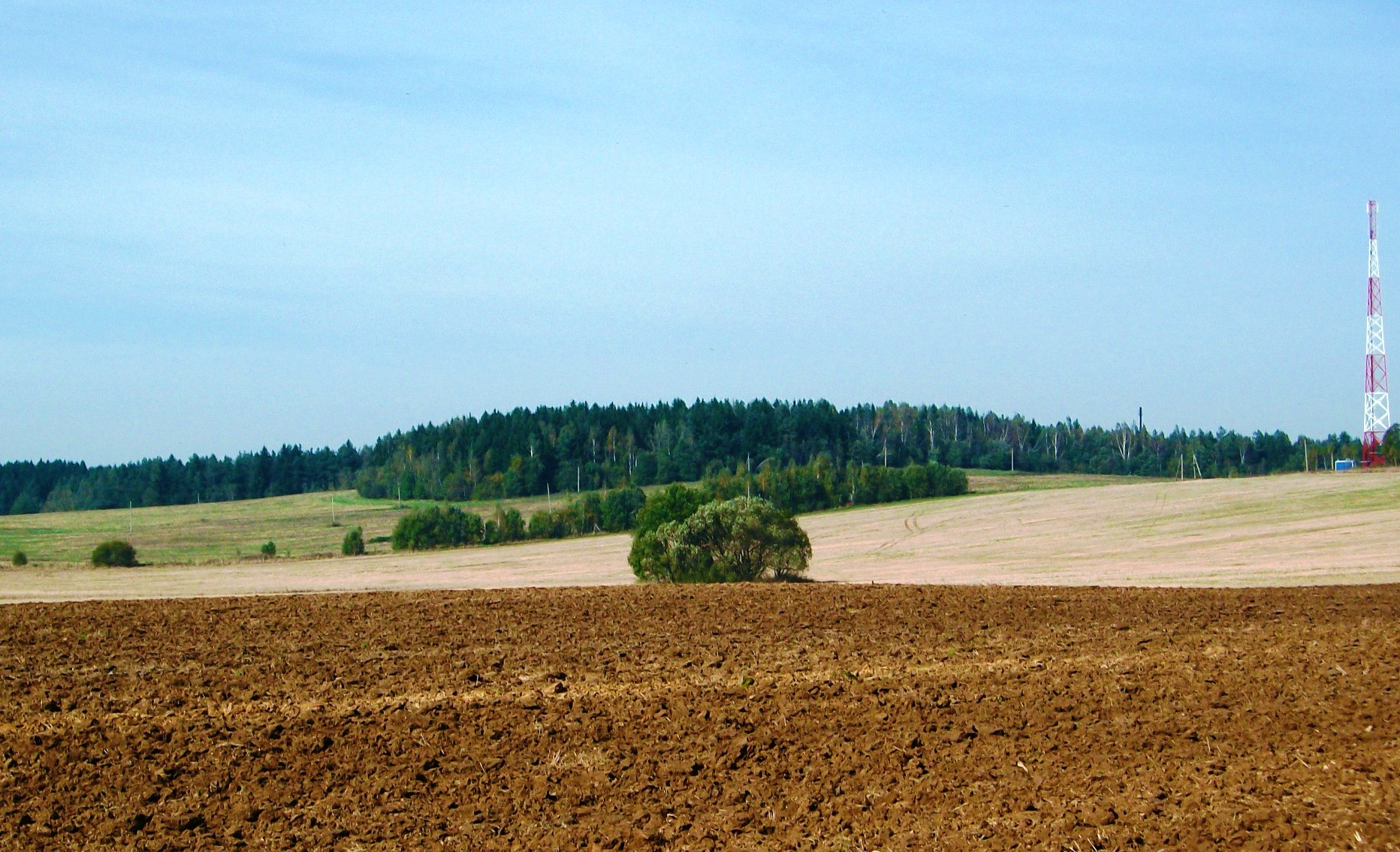
Hora Majak, poblíž obce Macevičy

Vysočina zaujímá od jihozápadu k severovýchodu více než 150 km a od západu k východu ve svém nejširším místě zahrnuje téměř 120 km. Rozkládá se na ploše 7,3 tis. km². Vysočina hraničí na jihu s Staŭbcoŭskou rovinou, na východě s Věrchněbjarezinskou nížinou a Centralnabjarezinskou rovinou, na severu s Svjancjanskou pahorkatinou a na západě s Ašmjanskou vysočinou a Naračano-Vilejskou nížinou.
Na území Minské vysočiny se nachází tři nejvyšší body Běloruska — Dzjaržynskaja hara (345 m n. m.), Lysá hora (342 m n. m.) a Majak (335 m n. m.). Na přilehlých nížinách a rovinách Minská vysočina dosahuje 150 metrů a více.

## Struktura
Minská vysočina se skládá ze samostatných částí, které mají svou geologickou historii a pojmenování:
- Aljachnovická vysočina (Аляхновіцкае ўзвышша)
- Dokšycká vysočina (Докшыцкае ўзвышша)
- Ivjaněcká vysočina (Івянецкае ўзвышша)
- Lahojská vysočina (Лагойскае ўзвышша)
- Plješčanická vysočina (Плешчаніцкае ўзвышша)
- Radaškovická vysočina (Радашковіцкае ўзвышша)

Dle nových výzkumů by měla být zahrnuta do Minské vysočiny i Valožynská vysočina (Валожынскае ўзвышша), který je tradičně považován za východní křídlo Ašmjanské vysočiny.

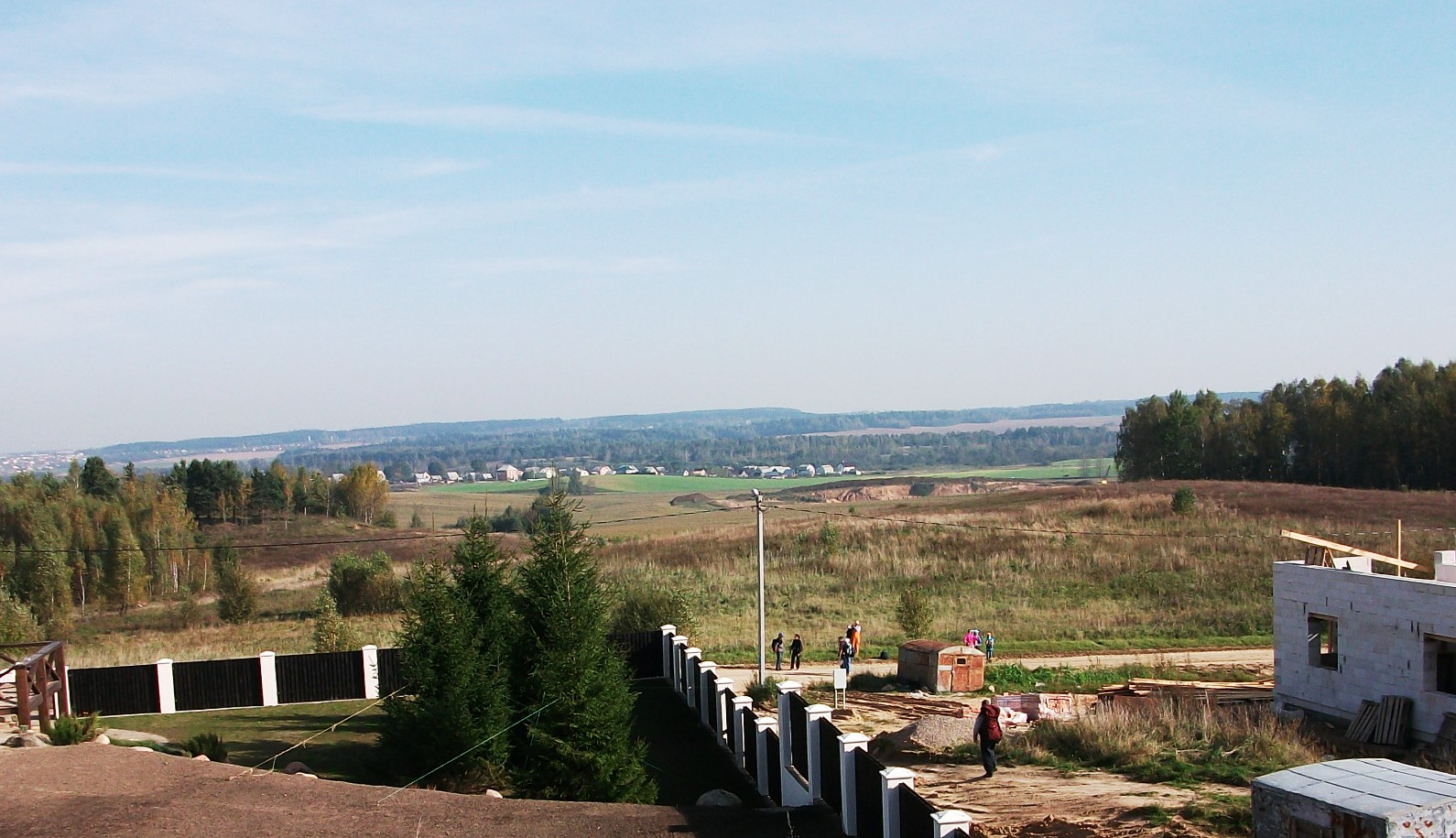
Pohled na vysočinu, obec Daŭžany

## Hydrologické rysy
Minská vysočina je součástí rozvodí mezi povodími řek Baltského a Černého moře. Na svazích Minské vysočiny pramení řeky spadající do povodí Neměnu, například Neris (a její levostranné přítoky Servač, Dzvinasa, Ilija), Západní Berezina z Islačču, Sula i Usa. Také zde pramení řeky, jež spadají pod povodí Dněpru, konkrétně dněperská Berezina a její přítoky Poňa, Hajna, Plisa, Svislač, Pcič. 
Pro zásobování vodou a rekreaci obyvatelstva jsou zbudovány vodní přehrady na řece Svislač (Zaslaŭská přehrada, Krynica, Drazdy), na řece Vjača (Vjačská přehrada), na řece Pcič (Voŭkavická přehrada). Územím vysočiny prochází kanál tzv. „Vilejsko-minský vodní systém“.